# Palazzo Lucarini
Palazzo Lucarini è un edificio di Trevi, situato di fronte al duomo di Sant'Emiliano.
Il palazzo prende il nome da un'antica famiglia, documentata nella zona fin dalla prima metà del XV secolo. La famiglia Lucarini vi risiedette fino al 1673, quando si estinse con la morte dell'ultimo erede.
Nel 1676 per volontà testamentaria di Virgilio Lucarini, il più noto esponente della famiglia, venne istituito nell'edificio un collegio gratuito per giovani trevani. Il collegio, gestito dalla confraternita delle Stimmate fino alla fine del XIX secolo, fu ospitato in questo palazzo fino al 1832, quando a causa del terremoto fu trasferito nel palazzo Valenti e poi nel convento di San Francesco.
Il palazzo, di origine quattrocentesca, venne costruito inglobando un piccolo quartiere medievale. La facciata presenta due portali del XVI e del XVII secolo.
Il  portone principale reca gli stemmi delle famiglie Lucarini e Valenti. L'altro, più grande, è seicentesco e a semplici bugnati.

## Centro di arte contemporanea Palazzo LucariniContemporary
Il piano terra del palazzo, di proprietà dell'amministrazione comunale, è occupato dal Centro di arte contemporanea, gestito dall'associazione "Palazzo Lucarini Contemporary", fondata nel gennaio 2007 a seguito dello scioglimento dell'associazione culturale "Trevi Flash Art Museum". Il centro ha il ruolo di osservatorio e promozione dei vari aspetti dell'arte contemporanea
Alle attività espositive il centro affianca convegni, workshop e attività didattiche. Organizza inoltre i seguenti eventi:
- "Attraversamenti": iniziativa biennale inaugurata nel 2005 con edizioni alternativamente dedicate alla grafica e all'architettura. Si tiene in diversi comuni della regione Umbria.
- "Officine dell'Umbria" e "Premiata officina trevana": didattica per le scuole e workshop con artisti contemporanei, con successiva esposizione dei lavori
- "Outing! Accademie allo Scoperto": occasione espositiva per i giovani artisti delle accademie di Sassari e Perugia
- "Ginnasio Project window": rassegna con personali di giovani artisti.